# Ủy ban Giáo dục, Khoa học, Văn hóa và Y tế Đại hội Đại biểu Nhân dân Toàn quốc
Ủy ban Giáo dục, Khoa học, Văn hóa và Y tế Đại hội Đại biểu Nhân dân Toàn quốc (tiếng Trung: 全国人民代表大会教育科学文化卫生委员会; Hán-Việt: Toàn quốc Nhân dân Đại biểu Đại hội Giáo dục Khoa học Văn hoá Vệ sinh Ủy viên hội; bính âm: Quánguó Rénmín Dàibiǎo Dàhuì Jiàoyù Kēxué Wénhuà Wèishēng Wěiyuánhuì) là một trong mười ủy ban chuyên môn của Đại hội Đại biểu Nhân dân Toàn quốc (Nhân Đại Toàn quốc), cơ quan quyền lực nhà nước cao nhất của Cộng hòa Nhân dân Trung Hoa. Ủy ban chuyên môn này được thành lập trong kỳ họp đầu tiên của Đại hội Đại biểu Nhân dân Toàn quốc khóa VI vào tháng 6 năm 1983 và đã tồn tại trong mọi kỳ Nhân Đại Toàn quốc kể từ đó.

## Chủ nhiệm
| Nhân Đại Toàn quốc                            | Chủ nhiệm                |
| --------------------------------------------- | ------------------------ |
| Đại hội Đại biểu Nhân dân Toàn quốc khóa VI   | Chu Cốc Thành (周谷城)   |
| Đại hội Đại biểu Nhân dân Toàn quốc khóa VII  | Chu Cốc Thành (周谷城)   |
| Đại hội Đại biểu Nhân dân Toàn quốc khóa VIII | Triệu Đông Uyển (赵东宛) |
| Đại hội Đại biểu Nhân dân Toàn quốc khóa IX   | Chu Khai Hiên (朱开轩)   |
| Đại hội Đại biểu Nhân dân Toàn quốc khóa X    | Chu Lệ Lan (朱丽兰)      |
| Đại hội Đại biểu Nhân dân Toàn quốc khóa XI   | Bạch Khắc Minh (白克明)  |
| Đại hội Đại biểu Nhân dân Toàn quốc khóa XII  | Liễu Bân Kiệt (柳斌杰)   |
| Đại hội Đại biểu Nhân dân Toàn quốc khóa XIII | Lý Học Dũng (李学勇)     |
| Đại hội Đại biểu Nhân dân Toàn quốc khóa XIV  | Lạc Thụ Cương (雒树刚)   |